# Picinisco
Picinisco és un comune (municipi) de la província de Frosinone, a la regió italiana del Laci, situat a uns 120 km a l'est de Roma i a uns 45 km a l'est de Frosinone.
Picinisco limita amb els municipis d'Atina, Gallinaro, Pizzone, San Biagio Saracinisco, Settefrati, Villa Latina, Alfedena, Sant'Elia Fiumerapido i Barrea.
A 1 de gener de 2019 tenia 1.127 habitants.